# Todorka Jordanova
Todorka Jordanova (nacida el 3 de junio de 1956 en Bulgaria) es una exjugadora de baloncesto búlgara. Consiguió 2 medallas en competiciones oficiales con Bulgaria.